# ستيوارت ماسي
ستيوارت ماسي (بالإنجليزية: Stuart Massey)‏ هو لاعب كرة قدم ومدرب كرة قدم بريطاني في مركز الوسط، ولد في 17 نوفمبر 1964 في كرولي في المملكة المتحدة. لعب مع أكسفورد يونايتد وكريستال بالاس.

## وصلات خارجية
- ستيوارت ماسي على موقع قاعدة بيانات كرة القدم.إي يو (الإنجليزية)
- ستيوارت ماسي على موقع Soccerbase.com (لاعب) (الإنجليزية)
- ستيوارت ماسي على موقع عالم كرة القدم.نت (الإنجليزية)